# アロー (フリゲート)
アロー（F173, HMS Arrow）は、イギリス海軍の21型フリゲート。フォークランド戦争に投入された。後にパキスタンへ売却され、タリク級駆逐艦カイバル（Kaibar）となった。

## 艦歴
1982年5月1日、アルゼンチン軍の砲撃とダガーによる空爆の至近弾により損傷した。5月4日には、シェフィールドの消火・救援活動に当たり、6月8日にはプリマスの消火に当たっている。
5月10日には、209型潜水艦サン・ルイスによる雷撃を受けたとされている（この雷撃自体は、失敗している）。
5月27日からのグースグリーン攻略に対地支援を行ない、その後も対地支援に当たっている。
1994年にパキスタン海軍に売却された。